# 资本主义黑皮书 (罗伯特·库尔茨)
《资本主义黑皮书——自由市场经济的终曲》（德語：Schwarzbuch Kapitalismus: ein Abgesang auf die Marktwirtschaft）是德国马克思主义批评理论家罗伯特·库尔茨著作。

## 出版
截至2011年9月，《资本主义黑皮书》已翻译成葡萄牙文和西班牙文，但尚未翻译成英文。中文版《资本主义黑皮书》（上、下）于2003年7月由社会科学文献出版社出版，译者是钱敏汝。
库尔茨原本更喜欢标题《撒旦·米尔斯》（The Satanic Mills），但他的编辑根据《共产主义黑皮书》决定将其命名为《资本主义黑皮书》。与《共产主义黑皮书》不同，库尔茨的著作并没有试图列举资本主义的罪行，库尔茨解释说他并不认为“100卷的厚度足以承载”。相反，这项工作是三次工业革命的历史，资本主义社会后果的合法化，被视为固化在资产阶级现代化中的社会主义劳工运动，以及在资本主义制度下可以被视为特有的危机。他的资本主义经济和社会历史重建被描述为服务于将共产主义罪恶置于“资本主义阴影之下”的目的。

## 内容
在该书中，库尔茨引述康德、歌德、亚当·斯密、卡尔·马克思、马克思·韦伯、李斯特、霍布斯、曼德维尔、萨德等人的原著，并对近代以来的资本主义历史做了大量新的历史考证，提出资本主义制度的种种“结构性缺陷”和“极权主义本质”。他认为，资本主义的贫富差距、科技异化、资本垄断、人对资本的全面服从是其发展的最终的结果，并且资本主义的商品经济体系是其基本悖论。

## 评价
库尔茨的书被收录为非小说类的挑衅性作品，并在德国市场取得成功。 在《法兰克福评论报》，《资本主义黑皮书》已经被赞誉为一个“大胆的举措”，在“批判资本主义是社会禁忌”时，并称赞作品是“对资本主义世界体系的杰出和激进的批评”。 除了备受好评之外，这本书也被评为激进和诽谤性的。
在一次采访中，罗伯特·库尔茨将他的书描述为“自18世纪以来的现代化的激进批评史”。

## 参看
- 後馬克思主義
- 資本主義黑皮書
- 共產主義黑皮書